# 大塚直
大塚 直（おおつか ただし、1958年11月23日 - ）は、日本の法学者。専門は、民法・環境法。早稲田大学法学学術院・大学院法務研究科教授。環境法政策学会理事長。刑法学者・大塚仁の息子。新司法試験考査委員（環境法）。愛知県出身。

## 略歴
- 1980年10月 司法試験合格
- 1981年3月 東京大学法学部卒業
- 1981年4月 東京大学法学部助手
- 1986年4月 学習院大学法学部助教授
- 1988年9月 カリフォルニア大学バークレー校ロースクール客員研究員（1990年9月まで）
- 1993年4月 学習院大学法学部教授
- 2001年4月 早稲田大学法学部教授
- 2004年4月 早稲田大学大学院法務研究科教授

## 研究テーマ
- 不法行為法
- 環境法に関する諸問題
- 差止法理

## 社会的活動
環境法政策学会常任理事、日本土地環境学会常務理事、環境経済・政策学会理事、環境省中央環境審議会委員（総合政策部会、廃棄物リサイクル部会、環境保健部会、地球環境部会、水環境部会、土壌農薬部会、野生生物部会、総合政策・地球環境合同部会）、経済産業省産業構造審議会臨時委員、排出量取引制度法的課題検討会委員（経産省・環境省合同）、内閣府総合規制改革会議環境ワーキング・グループ専門委員、東京都環境審議会臨時委員、東京都環境影響評価審議会委員、国土交通省社会資本整備委員会臨時委員、新司法試験考査委員などを歴任。

## 家族
刑法学者の大塚仁（名古屋大学名誉教授）は父親。弁護士兼民法学者の大塚錥子（朝日大学名誉教授）は母親。

## 著書
- 『土壌汚染と企業の責任』（編著、有斐閣、1996年）
- 『増刊ジュリスト新世紀の展望2 環境問題の行方』（編著、有斐閣、1999年）
- 『環境法入門』（共著、日本経済新聞社、2000年）
- 『循環型社会 科学と政策』（共著、有斐閣、2000年）
- 『環境法学の挑戦』（編著、日本評論社、2001年）
- 『企業のための環境法』（共著、有斐閣、2002年）
- 『「土壌汚染対策法」のすべて』（単著、化学工業日報社、2003年）
- 『地球温暖化をめぐる法政策』（編著、昭和堂、2004年）
- 『要件事実論と民法学との対話』（共著、商事法務、2005年）
- 『環境法ケースブック(第2版)』（共著、有斐閣、2009年）
- 『社会の発展と権利の創造：民法・環境法学の最前線』（共著、有斐閣、2012年）
- 『環境と社会』（共著、放送大学教育振興会、2015年）
- 『環境法判例百選[第3版]』（共著、有斐閣、2018年）
- 『環境法（第4版）』（単著、有斐閣、2020年）
- 『環境法BASIC(第3版)』（単著、有斐閣、2021年）

## 論文
- 「生活妨害の差止めに関する基礎的考察 - 物権的妨害排除請求と不法行為に基づく請求との交錯1 - 8」（法学協会雑誌103巻4、6、8、11号、104巻2、9号、107巻3、4号、1986 - 1990年）
- 「環境賦課金 - 環境保護のための間接的（経済的）手法1 - 6」（ジュリスト979、981、983 - 986、987号、1991年）
- 「米国のスーパーファンド法の現状とわが国への示唆1 - 4」（NBL562、563、568、569号、1995年）
- 「廃棄物減量・リサイクル政策の新展開1 - 4」（NBL576、582、629、631号、1995年、1997年）
- 「水俣病判決の総合的検討1 - 5」（ジュリスト1088、1090、1093、1094、1097号、1996年）
- 「政策実現の法的手段」（『環境影響評価法実務』信山社、2000年）
- 「市街地土壌汚染浄化をめぐる新たな動向と法的論点1 - 3」（自治研究75巻10、11号、76巻5号、1999 - 2000年）